# E. J. Ratcliffe
Pour les articles homonymes, voir Ratcliffe.
Edward J. Ratcliffe, né le 10 mars 1863 à Bath et mort le 28 septembre 1948 à Los Angeles, est un acteur britannique qui, après des débuts au théâtre, a fait une carrière dans le cinéma américain, jouant notamment plusieurs fois le rôle de Theodore Roosevelt.

## Biographie
Il commence sa carrière artistique en 1872, à Londres, comme chanteur, à l'âge de huit ans. Après des débuts au théâtre au Royaume-Uni, il poursuit sa carrière aux États-Unis, dans la troupe de Charles Frohman où il est remarqué pour son physique avantageux et devient une « idole des matinées ». On lui prête l'introduction du cocktail Highball à New York en 1894. La même année, il épouse Alice De Lacy, la fille du riche et célèbre Peter De Lacy, connu comme le roi des billards de New York. En 1897 et 1898, il fait l'objet d'un fait divers suivi par de nombreux journaux. Il est d'abord arrêté pour avoir battu et grièvement blessé son épouse enceinte, puis condamné à six mois de prison. Une deuxième épouse anglaise, battue et abandonnée avec un petit enfant se fait alors connaître, puis une troisième dont le témoignage est finalement écarté. Ratcliffe est rejugé pour bigamie et parjure puis contraint à un double divorce.

## Filmographie
- 1925 : La Bonne du colonel (The Man on the Box) de Charles Reisner
- 1927 : The Prince of Headwaiters de John Francis Dillon
- 1928 : The Floating College de George Crone